# HALO Trust
HALO Trust (Hazardous Area Life-support Organisation) er en humanitær ikke-statslig organisation, som primært arbejder på at rydde landminer og andre eksplosive anordninger, der er efterladt af konflikter. Med over 10.000 ansatte på verdensplan har HALO aktiviteter i 28 lande. Dens største operation er i Afghanistan, hvor organisationen fortsætter med at operere under Talibanstyret, der tog magten i august 2021.
HALOs globale hovedkvarter ligger i Thornhill i Storbritannien. HALO har kontorer i Salisbury, Storbritannien, Washington D.C. og Haag, Holland.

## Historie
Organisationen blev grundlagt i 1988 af Guy Willoughby, tidligere juniorofficer i Coldstream Guards og Colin Campbell Mitchell, et medlem af det britiske parlament, tidligere oberst i den britiske hær, og hans kone Sue Mitchell. Guy Willoughby vandt Robert Burns Humanitarian Award i 2009. HALO's første indsats var i Afghanistan hvor man ryddede landminer efterladt af det sovjetiske militær efter deres tilbagetrækning. Det næste store program, der påbegyndtes i 1991, var i Cambodja. HALO tiltrak global opmærksomhed i januar 1997, da Diana Prinsesse af Wales besøgte et minefelt, der blev ryddet af HALO-ansatte i Huambo i Angola.

## Ledelse
I februar 2015 blev James Cowan udnævnt til HALOs administrerende direktør. Cowan var generalmajor i den britiske hær, der i løbet af en 33-årig hærkarriere blev divisionschef.
Cowan afløste Guy Willoughby, der trak sig som administrerende direktør for trusten den 11. august 2014.

## Support og finansiering
HALOs indkomst i 2021-22 var 93,5 millioner pund mod 25,63 millioner pund i 2015-16. Organisationen modtager støtte fra USA, Storbritannien og andre regeringer rundt om i verden, herunder Finland, Norge, Tyskland, Holland, Irland og New Zealand. I april 2017 annoncerede Storbritannien, at det ville give 100 millioner £ i finansiering til globale landmineprogrammer i de næste tre år. I 2021 meddelte den engelske regering, at man havde planer om at nedskære finansieringen til landminerydning fra £100 millioner til £25 millioner.

## Operationer
HALO Trust har ødelagt over 1,5 millioner landminer, over 11 millioner stykker stor kaliber ammunition og over 200.000 stykker klyngeammunition. Omkring 10.800 minefelter er blevet ryddet og 353,36 km2 er blevet sikret mod landminer og yderligere 1.464,78 km2 sikret mod ueksploderet og efterladt ammunition. 

### Priser
I 2012 blev HALO kåret som den samlede vinder i Charity Awards af Civil Society Media.

## Afrika

### Angola
I mere end 40 år har befolkningen i Angola været hårdt ramt af landminer og andre eksplosive rester af krig (ERW), og landet menes stadig at være et af de mest minerede lande i verden. Mellem 1962 og 1972 menes det, at der var i alt 2.571 hændelser forårsaget af landminer i Angola. Skøn for det samlede antal ERW-skader i Angola varierer enormt, fra 23.000 til 80.000.
HALO har arbejdet i Angola siden 1994. Der gøres betydelige fremskridt; Alligevel er der stadig er meget arbejde at gøre, for at befri Angola for alle landminer.
HALO har også våben- og ammunitionsbortskaffelseshold, der arbejder til støtte for den angolanske hær, flåde, luftvåben og politi for at forvalte de betydelige lagre af våben og ammunition, der blev samlet under den angolanske borgerkrig.

### Mozambique
Mozambiques regering meddelte i september 2015, at landet var fri for alle kendte landminer.
På det tidspunkt  meddelte HALO, at det havde ryddet 171.000 af landets landminer og beskæftiget 1.600 mozambikanske mænd og kvinder i en periode af 22 år.

### Somalia
Somaliland er en de facto uafhængig, men ikke anerkendt stat, beliggende i det nordvestlige Somalia på Afrikas Horn.
Miner blev udlagt under den etiopisk-somaliske grænsekrig i 1964 og 1977-78 Ogadenkrigen med Etiopien, da minefelter blev anlagt hovedsageligt langs den etiopiske grænse. Denne grænse og vigtige adgangsveje blev kraftigt mineret.

## Asien

### Kaukasus

#### Minefelter fra Sovjettiden
I 2009 lavede man en national undersøgelse af tilbageværende minefelter i Georgien, og fandt i alt 15 steder med landminer. Af disse 15 er ti identificeret som havende en direkte humanitær indvirkning. Rydningen af minefelter omkring tidligere sovjetiske militærinstallationer i Georgien er ofte komplicerede pga. store mængder affald og murbrokker. HALO har mekaniske redskaber og teknikker til at rydde sådanne steder f.eks ved hjælp af tilpassede anlægsarbejder, og pansrede gravemaskiner.

#### Klyngeammunition og forsagere
Den amerikanske NGO CNFA (Cultivating New Frontiers in Agriculture) samarbejdede med HALO for at målrette bistand til landmændene i Shida Kartli; dette resulterede i regionens største æble- og hvedehøst nogensinde.
HALO afsluttede arbejdet i regionen i december 2009 efter at have ryddet 3.402 hektar jord på tværs af området. 1.706 stykker klyngeammunition og 2.031 andre ammunitionsgenstande blev lokaliseret og ødelagt.

#### Nagorno Karabakh
Siden 2000 har HALO leveret den eneste store minerydningsprojekt i Nagorno Karabakh, og i løbet af det første 10 år af 2000-tallet, har HALO ryddet over 236 kvadratkilometer forurenet jord som de tidligere berørte samfund kunne tage i brug igen. I midten af 2010 havde HALO i Nagorno Karabakh fundet og ødelagt over 10.000 landminer, 10.000 klyngeammunition og 45.000 andre eksplosive genstande.
I juli 2011 sortlistede og forbød den aserbajdsjanske regering organisationen fra Aserbajdsjan i protest mod HALOs minerydningsoperation i det omstridte område Nagorno Karabakh, som Aserbajdsjan var i konflikt med. Minefjernelsesudstyr, der var på vej til Afghanistan, blev beslaglagt og sendt til Georgien.

#### Tjetjenien
I 1997 begyndte HALO at arbejde i Tjetjenien og trænede tjetjenere i at fjerne landminer fra krigen mellem Tjetjenien og Rusland i 1994-1996. Operationen blev tvunget til at stoppe, da den anden krig brød ud i 1999, og fire mineryddere blev dræbt af raketnedslag. Rusland anklagede HALO for at give militær træning til oprørerne, en anklage der blev afvist af HALO-repræsentanter der udtalte, at de kun leverede standardtræning i minerydning

### Mellemøsten

#### Jesu dåbssted
I maj 2016 meddelte HALO, at det havde fået godkendelse fra både de israelske og de palæstinensiske myndigheder samt otte religiøse trosretninger til at rydde landminer fra stedet hvor Jesus blev døbt ved Qasr al-Yahud på Vestbredden / Al-Maghtas (Jordan).

### Sydøstasien

#### Cambodja
Der er blevet registreret over 63.500 landmine- og ERW- skader i Cambodja siden 1979. Med over 25.000 amputationer har Cambodja haft det højeste antal pr. indbygger i verden. På trods af et betydeligt fald i antallet af ofre i de senere år, ned fra 875 i 2005 til 269 i 2008, repræsenterer Cambodjas mine- og ERW-problem stadig en væsentlig hindring for landets udvikling.

#### Laos
Et af resultaterne af Vietnamkrigen (1964 til 1973) er omfanget af UXO- problemet, der efterladt i Laos. Under konflikten var landet udsat for kraftige luftbombardementer, hvilket resulterede i verdens største forurening fra ueksploderede klyngebomber. USA anslår, at det smed over 2 millioner tons bomber, inklusive 270 millioner klyngeammunition, i denne periode. I samme periode blev der udlagt et ukendt antal antipersonel- og panserminer langs landets grænser og omkring militærbaser og flyvepladser.
Antallet af mine- og UXO-relaterede ulykker er fortsat med at falde, fra over 200 om året i 1990'erne, til omkring 50 i 2018.  Trods det er over 25 % af alle landsbyer i Laos stadig forurenet, primært med UXO.

### Syd- og Centralasien

#### Afghanistan
Den 9. juni 2021 blev et HALO Trust De-Mining Team angiveligt angrebet i Afghanistan, og 10 medlemmer på holdet blev dræbt og mere end et dusin såret. Den afghanske regering gav Taleban skylden, men den militante gruppe nægtede ethvert ansvar. HALO Trust udtalte, at Taliban faktisk kom dem til hjælp og skræmte overfaldsmændene væk.

#### Sri Lanka
HALO har arbejdet i Sri Lanka siden 2002, og 1.045 medarbejdere har arbejdet i landet. HALO-hold udførte manuel og mekanisk minerydning sideløbende med undersøgelse og bortskaffelse af eksplosiv ammunition (EOD). I december 2015 annoncerede HALO Trust, at den havde ryddet 200.000 landminer i Sri Lanka.

## Europa

### Kosovo
Minelægning, foretaget hovedsageligt af hæren fra den tidligere Republik Jugoslavien, men også af Kosovos Befrielseshær, fandt primært sted i 1999. De mange UXO-genstande som følge af konflikten og NATO's bombekampagne i 1999 efterlod ueksploderet klyngeammunition mange steder i Kosovo.
HALO havde minerydnings- og oprydningsoperationer mellem 2004 og 2006 og gennemførte en landsdækkende undersøgelse i 2006 og 2007. Denne undersøgelse påviste 126 områder, der manglede rydning, ud over de 46 områder, der var registreret i den nationale database. En tredje fase af rydningsoperationer indledtes i maj 2008.

### Ukraine
Siden 2016 har HALO været involveret i at rydde landminer fra den russisk-ukrainske krig. Efter den russiske invasion i februar 2022 fortsætter HALO med at udføre rydningsoperationer i hele Ukraine og beskæftiger over 600 ukrainske medarbejdere.

## Sydamerika

### Colombia
Det colombianske militær har nu afsluttet rydningen af 31 af de minefelter, de lagde, men anslået 10.000 formodede NSAG-minefelter (udlagt af ikkestatslige grupper) er tilbage. Disse har stort set været årsagen til, at Colombia stadig har et stort antal landmineofre.